# João Gaspar
Pour les articles homonymes, voir Gaspar.
Pereira Gaspar est un nom portugais ; le premier nom de famille (d'usage facultatif) est Pereira et le second est Gaspar.
João Gaspar (né le 19 février 1992 à Sete Quedas) est un coureur cycliste brésilien. 

## Biographie
João Gaspar commence le cyclisme à l'âge de quinze ans sur ses terres natales de Sete Quedas. 
En 2013, il devient notamment champion du Brésil dans la catégorie des espoirs. L'année suivante, il court durant quelques mois en Europe avec le Centre mondial du cyclisme. 
Il rejoint la formation Funvic-São José dos Campos en juillet 2015. Au service de cette équipe, il est contrôlé positif à l'EPO CERA comme deux de ses coéquipiers lors du Tour du Portugal 2016. Il est suspendu par l'UCI pendant quatre ans et perd ses résultats obtenus sur la course,.

## Palmarès et résultats

### Palmarès par année
- 2013
  -  Champion du Brésil sur route espoirs
  - Prologue et 2e étape du Tour de l'intérieur de Sao Paulo
  - Tour du Pará (pt) :
    - Classement général
    - 2e et 3e étapes

  - 1re étape du Desafio das Américas
  - 2e du Tour de l'intérieur de Sao Paulo
  - 2e du Desafio das Américas
- 2014
  - 5e étape du Tour du Brésil-Tour de l'État de Sao Paulo
  - Prologue du Tour de l'intérieur de Sao Paulo
  - Grand Prix Maison Fischer
- 2015
  - 5e étape de la Copa Río de Janeiro
  - 2e de la Copa Cidade Canção
- 2016
  - Volta de Goiás
- 2021
  - Volta de Goiás :
    - Classement général
    - 2e étape
- 2023
  - Desafio Tour do Rio
  - Giro Dário Delai :
    - Classement général
    - 1re étape
- 2024
  - 3e de la Prova Ciclística 9 de Julho

### Classements mondiaux
| Année            | 2014 |
| ---------------- | ---- |
| UCI America Tour | 123e |